# 오고우치촌
오고우치촌(小河内村)은 도쿄도 니시타마군에 설치되었던 촌이다. 현재의 오쿠타마정에 해당한다.